# Clément Ducol

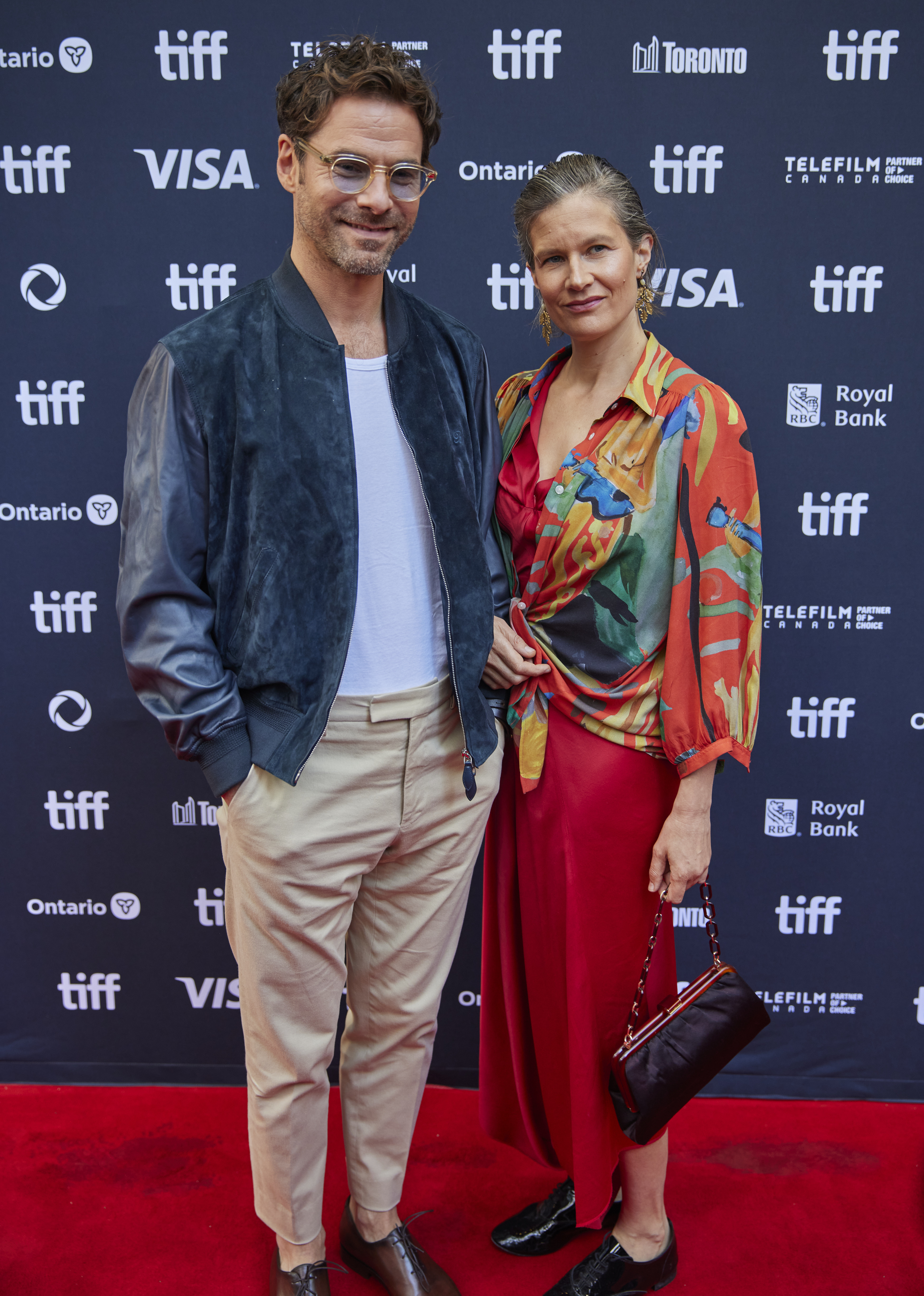
Clément Ducol gemeinsam mit seiner Lebensgefährtin Camille beim Toronto International Film Festival (2024)

Clément Ducol (* 1981) ist ein französischer Arrangeur, Musikproduzent und Komponist, der in den Genres Popmusik und zeitgenössische Klassische Musik sowie für Film und Fernsehen tätig ist. Internationale Bekanntheit erlangte er insbesondere durch seine preisgekrönte Mitwirkung an Jacques Audiards Spielfilm Emilia Pérez (2024) sowie durch seine langjährige Zusammenarbeit mit der französischen Sängerin Camille, mit der er auch privat liiert ist. Im Jahr 2025 wurde er mit einem Oscar und Golden Globe Award jeweils in der Kategorie Bester Filmsong ausgezeichnet.

## Leben
Clément Ducol ist der Sohn des Komponisten Bruno Ducol (1949–2024). Bereits als Kind sammelte er Erfahrung als Mitglied eines Knabenchors. Gleichzeitig studierte er die Musikinstrumente Violoncello, Klavier, Harmonielehre, Instrumentation sowie Schlaginstrumente. Zu seinen Mentoren zählte unter anderem Olivier Messiaen.
Ducol studierte von 2003 bis 2007 im Sinne seines Vaters Instrumentation und Schlagzeug am Conservatoire national supérieur de musique et de danse (CNSMED) in Lyon. Auch besuchte er Tanzkurse.
Im Jahr seines Studienabschlusses lernte er durch den Choreografen Thomas Guerry die französische Sängerin Camille kennen. Ducol faszinierte die Tatsache, dass sie im Gegensatz zu ihm die Musik als völlige Autodidaktin ausübte. Auch habe ihn Camille mit ihren Ideen dazu gezwungen, sein musikalisches Schaffensfeld zu erweitern und zu experimentieren. Neben einer langjährigen beruflichen Zusammenarbeit sind die beiden auch privat ein Paar. Aus der Verbindung stammen ein Sohn (* 2010) und eine Tochter (* 2013).

## Karriere

### Arbeit als Arrangeur und Musikproduzent
Ducol begann seine musikalische Karriere im Alter von acht Jahren, als er Mitglied des Knabenchors Les petits chanteurs de Paris wurde, mit dem er für Konzerte um die Welt reiste. Auch übernahm er als 11-Jähriger den Part des Yniold in Peter Brooks Inszenierung von Pelléas et Mélisande und ging mit der Oper auf Tournee. Gleichzeitig studierte er die Musikinstrumente Violoncello, Klavier, Harmonielehre, Instrumentation sowie Schlaginstrumente. Mit zunehmendem Alter musste der jugendliche Ducol den Gesang jedoch aufgeben.
Nach dem Besuch des Conservatoire im Jahr 2007 begann sich Ducol für Jazz, Gesang und Popmusik zu begeistern. Als Arrangeur war eigenen Angaben zufolge seine Frische gefragt, da er nicht über detaillierte Kenntnisse über den französischen Chanson verfügte. Diese erhielt er durch die Zusammenarbeit mit verschiedenen Künstlern, darunter vor allem Christophe sowie Vincent Delerm. Mit dem „sehr neugierigen“ Christophe produzierte Ducol unter anderem die Alben Les Vestiges du chaos (2016) und Christophe, etc. (2019). Daraufhin folgten weitere Projekte gemeinsam mit unter anderem Julien Clerc, Marc Lavoine, Vanessa Paradis, Thomas Fersen und Alain Souchon sowie mit den Jazzmusikern Melody Gardot, Gregory Porter und Erik Truffaz, die seine Arbeit als Arrangeur alter Schule im Stile eines Michel Legrand zu schätzen wussten. Zu den international bekannten Künstlern, mit denen Ducol zusammenarbeitete, zählen auch Youn Sun Nah, Lianne La Havas und Keziah Jones.

### Begegnung mit Camille und Tätigkeit als Filmkomponist
Für Camille sprach Ducol ursprünglich als Schlagzeuger beziehungsweise Tänzer vor. Er begleitete sie im Herbst 2008 auf eine Tournee in Australien, wo sich beide ineinander verliebten. Ihre erste musikalische Zusammenarbeit war das Album Ilo Veyou (2011), das Platz drei in den französischen Charts erreichen konnte. Er wirkte auch an ihrem Dokumentarfilm Comme un poisson dans l’air (2021) mit. Eine Film- und Fernsehkarriere verfolgt Ducol seit Beginn der 2010er Jahre. Unter anderem arbeitete er gemeinsam mit Hans Zimmer an den Liedern des Animationsfilms Der Kleine Prinz (2015). Es folgte die Filmmusik für Andréa Besconds und Eric Métayers preisgekrönte Tragikomödie Kitzelspiele (2018), während er sich für Leos Carax’ Musicalfilm Annette für die Partituren verantwortlich zeichnete. Das Werk, an dem die Brüder Ron und Russell Mael von der Band Sparks involviert waren, eröffnete im Jahr 2021 das 74. Filmfestival von Cannes. Auch schuf Ducol die Filmmusik zu François Ozons Berlinale-Eröffnungsfilm Peter von Kant (2022) und zu Sébastien Laudenbachs und Chiara Maltas preisgekrönten Animationsfilm Linda will Hühnchen! (2023), der ihm eine Nominierung für den Prix Lumière einbrachte.

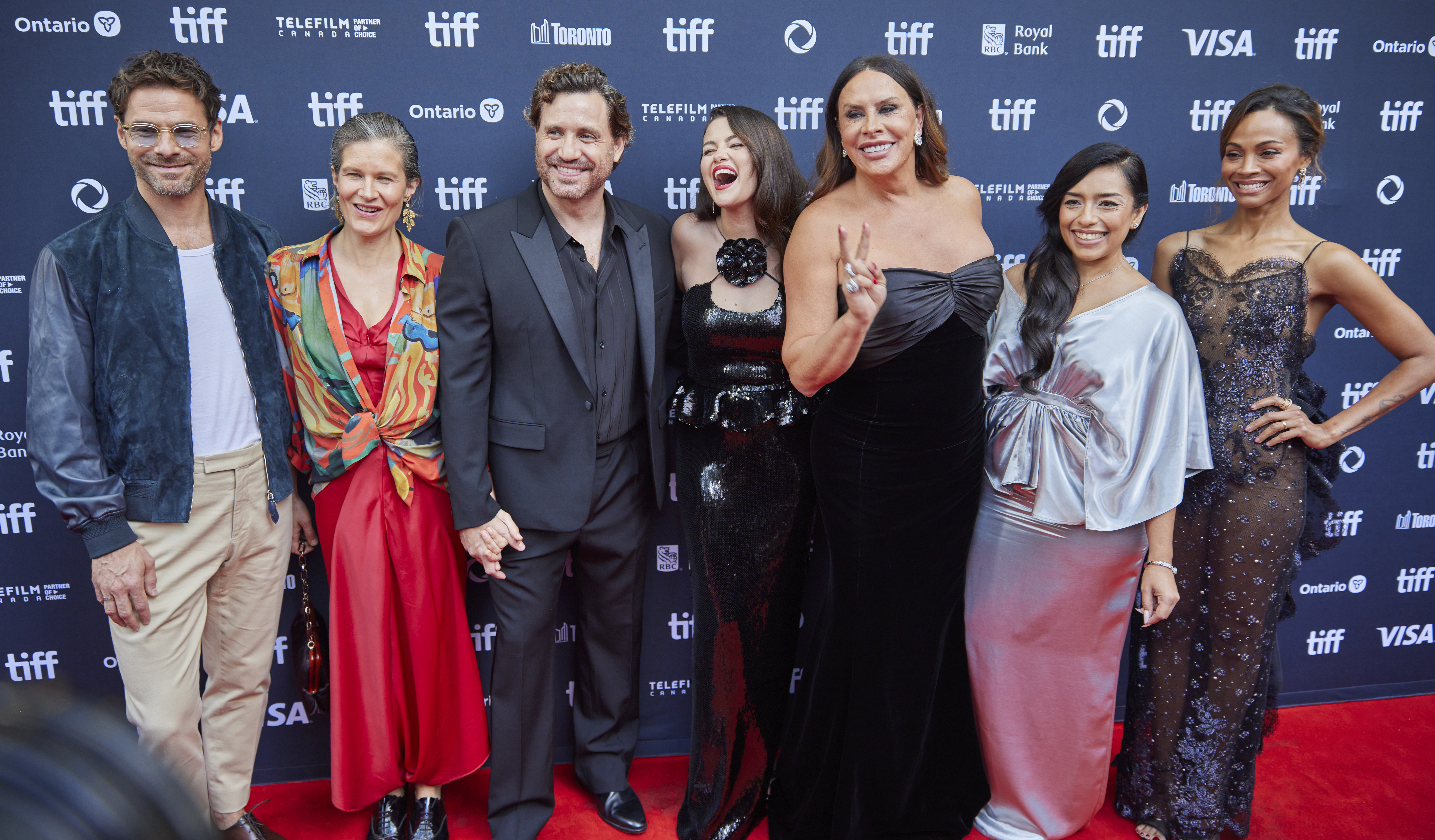
Ducol und Camille gemeinsam mit den Schauspielern Édgar Ramírez, Selena Gomez, Karla Sofía Gascón, Adriana Paz und Zoe Saldaña (v. l. n. r.) bei der Vorstellung von Emilia Pérez in Toronto (2024)

Der bisherige Höhepunkt in Ducols Karriere stellte sich mit Jacques Audiards überwiegend spanischsprachigen Musicalfilm Emilia Pérez (2024) ein. Das Projekt um einen mexikanischen Drogenbaron (dargestellt von der transgeschlechtlichen Schauspielerin Karla Sofía Gascón), der seine Vergangenheit hinter sich lassen und ein neues Leben als Frau beginnen möchte, war ihm durch den Kontakt zum Filmproduzenten Philippe Martin herangetragen worden. Beide hatten sich durch Zufall auf einer Zugreise zwischen Paris und Évian-les-Bains kennengelernt und waren durch den Namen von Martins Produktionsfirma Films Pelléas ins Gespräch gekommen. Der Name des Unternehmens war der Oper Pelléas et Mélisande entlehnt worden, mit der Ducol als Kind auf Tournee gegangen war. Sowohl Ducol als auch Camille nahmen am Drehbuchprozess von Audiard direkt teil und gingen danach ins Tonstudio. Ducol war fasziniert von Audiards Konzept und er fühlte sich an eine „Operntruppe“ erinnert, die eine Show in verschiedenen Ländern auf der Welt aufführt. Dabei achteten Camille und er darauf, nicht mexikanische Musiker zu imitieren. „Was den Liedern das ‚Mexikanische‘ verleiht, sind die Phrasierung und die tonalen Akzente der Sprache sowie die Stimmen der Darsteller, der Chöre und der Statisten“, so Ducol. Die Musik von Emilia Pérez, einem Genremix zwischen Drama, Telenovela und Musikkomödie, verstand er ebenfalls als „eine Art Mosaik“. Für die Filmmusik beziehungsweise die beiden Songs El Mal und Mi Camino erhielten Camille und er mehrere internationale Film- und Festivalpreise sowie 2025 insgesamt drei Nominierungen für den Golden Globe Award. Audiard, Ducol und Camille wurde bei der Preisverleihung die Auszeichnung für den Besten Filmsong (El Mal) zuteil. Im selben Jahr erhielt er die gleiche Anzahl von Oscarnominierungen und wurde erneut gemeinsam mit Camille für El Mal ausgezeichnet. Ebenfalls erhielt das Paar den französischen Filmpreis César in der Kategorie Beste Filmmusik.

## Filmografie
- 2011: La Caverne (Fernsehserie)
- 2014: Maestro
- 2015: Der Kleine Prinz (The Little Prince – Ko-Orchestration)
- 2018: Mes frères
- 2018: Kitzelspiele (Les chatouilles)
- 2019: Je voudrais que quelqu'un m'attende quelque part
- 2021: Comme un poisson dans l’air (Dokumentarfilm)
- 2021: Annette (ergänzende Arrangements)
- 2021: À la folie (Fernsehfilm)
- 2022: Peter von Kant
- 2023: Linda will Hühnchen! (Linda veut du poulet!)
- 2024: Emilia Pérez

## Auszeichnungen (Auswahl)
Gewonnene Preise und Nominierungen für Emilia Pérez (gemeinsam mit Camille):
- 2024: Astra Creative Arts Award (Beste Filmmusik)
- 2024: Filmfestival von Cannes (Cannes Soundtrack Award)
- 2024: Hollywood Music In Media Award (Beste Filmmusik)
- 2024: Middleburg Film Festival (Special Achievement in Music Award)
- 2024: Phoenix Film Critics Society Award (Bester Filmsong – El Mal)
- 2024: Toronto International Film Festival (TIFF Variety Artisan Award)
- 2025: Oscar (Bester Filmsong – El Mal), zwei weitere Nominierungen (Beste Filmmusik, Bester Filmsong – Mi Camino)
- 2025: César (Beste Filmmusik)
- 2025: Nominierung – Critics’ Choice Movie Award (Beste Filmmusik)
- 2025: Golden Globe Award (Bester Filmsong – El Mal), zwei weitere Nominierungen (Beste Filmmusik, Bester Filmsong – Mi Camino)
- 2025: Nominierung – London Critics’ Circle Film Award (Technical Achievement of the Year)
- 2025: Prix Lumière (Beste Filmmusik)
- 2025: 3 Nominierungen – Satellite Award (Beste Filmmusik, Bester Filmsong – El Mal und Mi Camino)